# Totarapapa Falls
Die Totarapapa Falls sind ein Wasserfall im westlichen Teil des Te Urewera in der Region Bay of Plenty auf der Nordinsel Neuseelands. Er liegt im Lauf des Totarapapa Stream, der über den Waihui Stream in den Whakatāne River mündet. Seine Fallhöhe beträgt 40 Meter.
Der Wasserfall liegt direkt am New Zealand State Highway 38 bei Heipipi, einem historischen Pā.